# Chiesa dei Santi Simone e Giuda (Cartigliano)
La chiesa dei Santi Simone e Giuda è la parrocchiale di Cartigliano, in provincia e diocesi di Vicenza; fa parte del vicariato di Bassano del Grappa-Rosà.

## Storia
La prima citazione di un luogo di culto a Cartigliano, dipendente dalla pieve di Santa Maria di Bassano del Grappa, risale al 1291; una nuova chiesa, con l'abside rivolta a oriente, venne costruita tra il 1480 e il 1493 - e poi consacrata il 13 giugno 1496 - in sostituzione di quella precedente, distrutta da un incendio nel 1442.

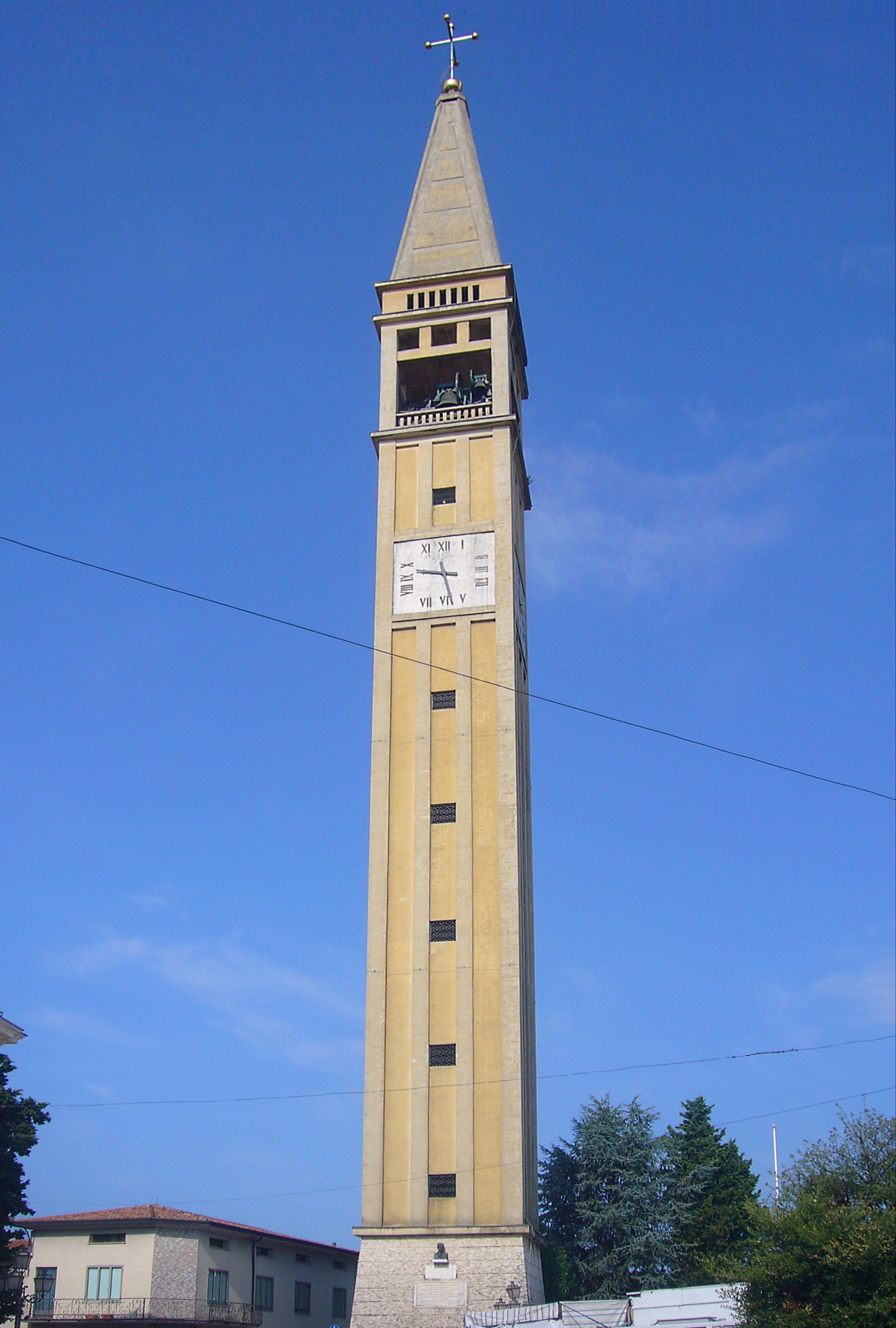
Il campanile

La parrocchiale fu nuovamente riedificata tra il 1620 e il 1640 ruotando la pianta di 90 gradi: si provvide a riadattare come cappella laterale il coro della chiesa medievale, la struttura della quale venne trasformata in transetto; la cerimonia di consacrazione e si tenne il 13 giugno 1670.
Nel 1890 iniziarono i lavori di prolungamento della navata, poi terminati nel 1894, con la nuova consacrazione impartita il 9 dicembre di quell'anno; in quest'occasione si procedette pure alla realizzazione della nuova facciata.
Tra il 1954 e il 1955, per interessamento di don Casto Poletto, venne eretta la torre campanaria, disegnata dell'ingegnere Giovanni Battista Boschetti, e negli anni settanta si procedette all'adeguamento liturgico secondo le nuove norme mediante l'aggiunta dell'altare rivolto verso l'assemblea.
Nel 1986 venne posato il nuovo pavimento in marmo bianco e rosso e nel 1995 un intervento di restauro interessò la torre campanaria, mentre tra il 2004 e il 2005 la chiesa fu ristrutturata.

## Descrizione

### Esterno
La facciata a capanna della chiesa, rivolta a nord e scandita da quattro lesene con capitelli d'ordine composito, presenta centralmente il portale d'ingresso, sormontato da una lunetta affrescata, ed è conclusa dal ricco coronamento mistilineo, abbellito dalle quattro statue dei Santi Pietro, Paolo, Simone e Giuda e da un'edicola in cui è alloggiata il simulacro di Gesù risorto.
Vicino alla parrocchiale si erge su un alto basamento a scarpa il campanile a pianta quadrata, che misura un'altezza di 81,80 metri; la cella presenta su ogni lato un'ampia apertura quadrangolare ed è coronata dalla guglia piramidale.

### Interno
L'interno dell'edificio si compone di un'unica navata, le cui pareti sono suddivise dalla trabeazione modanata e aggettante  in due ordini, di cui quello inferiore abbellito da paraste sorreggenti archi a tutto sesto, attraverso due dei quali si accede alle cappelle laterali, e quello superiore caratterizzato da lunette; al termine dell'aula si sviluppa il presbiterio, rialzato di alcuni gradini e chiuso dall'abside poligonale.
Qui sono conservate diverse opere di pregio, tra le quali le due statue dei Santi Simone e Giuda, poste sull'altare maggiore, i due affreschi ritraenti rispettivamente Gesù nell'Orto degli ulivi e il Battesimo di Gesù, eseguiti nel 1964 da Leandro Pesavento, e la seicentesca tela raffigurante l'Ascensione al cielo di Gesù, realizzata da Giambattista Volpato e collocata nella volta del presbiterio.